# 尖栉齿叶蒿
尖栉齿叶蒿（学名：Artemisia medioxima）为菊科蒿属的植物。分布于俄罗斯以及中国大陆的内蒙古、河北、山西、黑龙江等地，常生长在中、森林草原、低海拔地区的林缘和草原地区，目前尚未由人工引种栽培。